# Heinrich Tschampel
Karl Heinrich Tschampel (geb. 22. Mai 1799 in Dombrowka bei Carlsruhe/Oberschles.; gest. 9. September 1849 in Quolsdorf b. Bolkenhain/Schles.) war ein schlesischer Mundartdichter, Schriftsteller und Lehrer.

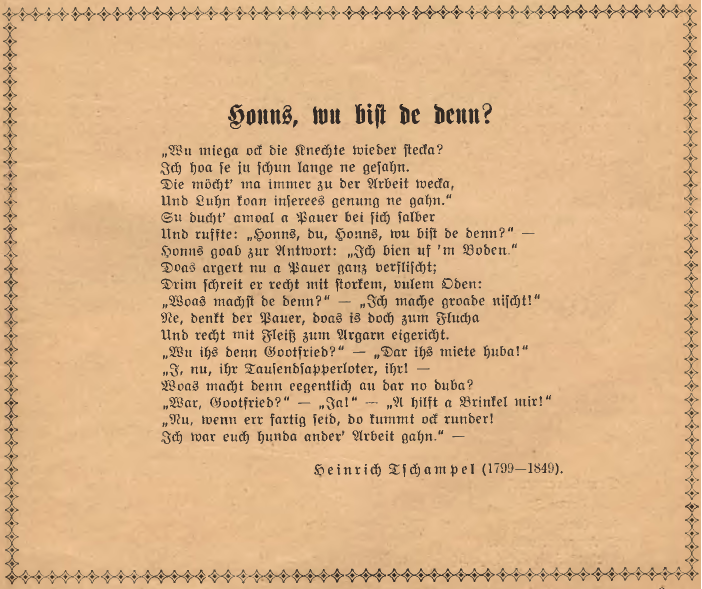
Tschampel-Gedicht „Honns, wu bist de denn?“

Der gebürtige Oberschlesier besuchte das Lehrerseminar in Breslau und war Lehrer in Quolsdorf. Er lernte dort den Gebirgsdialekt kennen und meisterhaft beherrschen. Er starb 1849 an der Cholera.
Seine Gedichte in Schlesischer Gebirgsmundart erschienen zuerst 1843.

## Publikationen
- Heinrich Tschampel: Gedichte in Schlesischer Gebirgsmundart. Druck und Verlag von Ludwig Heege, Schweidnitz, 1854. Zweite, mit einem Wörterbuch vermehrte Auflage (Online-Teilansicht) – zuerst 1843
- Herbert  Hupka (Hrsg.): Schlesien. Unvergessene Heimat in 114 Bildern. Mit einem Geleitwort von Friedrich Bischoff und Beiträgen von Richard Anton, Gerhart Baron, Wolfgang von Eichborn, Friedrich Grieger, Carl Hauptmann, Gerhart Hauptmann, Friedrich Kayßler, Paul Keller, Hans Lukaschek, Hans Niekrawietz, Erich Obst, Ludwig Petry, Gerhart Pohl, Ernst Schenke, Hermann Stehr, Heinrich Tschampel, Josef Wittig. München, Gräfe und Unzer Verlag, 1954